# 三攀他旺沙兰寺
三攀他旺沙兰寺，简称三攀寺，是一座泰国三级皇家寺庙。它坐落在三聘街（也被称为曼谷唐人街），是一座始建于大城时期古寺。

## 建筑景观
寺院四周环绕着连接至湄南河的天然运河，因而得名岛寺（英語：Wat Ko）。1796年，拉达那哥欣建国之初，拉玛一世国王整修了整座寺庙，并将其打造成皇家寺庙，并命名为朗卡拉兰寺。后来，在拉玛四世国王统治时期，寺院改名为三攀他旺沙兰寺（英語：Wat Samphanthawongsaram Worawiharn），以纪念负责主要的寺庙修复工作三攀他旺王子（Chui）。此外，三攀他旺王子也是拉玛一世国王的侄子。后来，寺院的名字也成为了该地区的名字。
授戒堂内的主要佛像是一尊由空心原木制成，外覆石灰的坐佛。佛像的手臂由木头制成，并贴上金箔。佛像内部和底座下方放置着许多银和铅制的供奉牌位。
圣殿所在区域曾是丹·比奇·布拉德利在暹罗（当时的泰国）的第一个住所，丹是一位来暹罗传教的美国医生和新教传教士。此外，他曾出版泰国第一份报纸，也是暹罗第一家印刷厂的创始人。正因如此，当时圣殿周围设有许多印刷厂。
在拉玛五世国王统治期间，国王在这座寺庙和附近的巴吞空卡寺一起主持了奉献伽亭仪式。
此外，在1932年的暹罗革命中，泰国人民党海军派系在1932年6月24日的黎明时分动员了大约500名武装水兵占领了皇家广场，声称要镇压在该寺庙举行的中国起义。